# 汶龙镇
汶龙镇，是中华人民共和国江西省赣州市龙南市下辖的一个乡镇级行政单位。

## 行政区划
汶龙镇下辖以下地区：
江夏村、里陂村、罗坝村、新墟村、石莲村和上庄村。